# Pedro Xague
Pedro Xague foi um prelado católico romano que serviu como Bispo de Nisyros e Bispo Auxiliar de Cádis.

## Biografia
Pedro Xague nasceu em Trujillo, Espanha, e foi ordenado sacerdote na Ordem dos Pregadores. No dia 4 de setembro de 1560, foi nomeado durante o papado de Pio IV como Bispo de Nisyros e Bispo Auxiliar de Cádis. Não é certo por quanto tempo serviu nessas posições, embora o seu colega bispo auxiliar de Cádis, Jerónimo Clavijo, tenha sido nomeado bispo de Nisyros em 1564.